# Michail Wladimirowitsch Krug
Michail Wladimirowitsch Krug (russisch Михаил Владимирович Круг, wiss. Transliteration Michail Vladimirovič Krug, sein richtiger Familienname war Воробьёв (Worob'jow), Krug war sein Künstlername; * 7. April 1962; † 1. Juli 2002 in Twer) war ein russischer Singer-Songwriter und einer der populärsten Vertreter des russischen Chansons.

## Werdegang
Sein erstes Musikalbum Twerskije Ulizy (russisch Тверские улицы, was „Die Straßen von Twer“ heißt), ließ Michail Krug in einem Tonstudio in Twer aufzeichnen. Dort wurden anschließend auch das zweite Album Katja (russ. Катя) und das dritte unbetitelte Album aufgezeichnet.
In weiterer Laufbahn seiner Karriere veröffentlichte Krug mehrere Lieder, in welchen Knastromantik ihren Ausdruck gefunden hatte; er selbst hatte keine Vorstrafen und gebrauchte den in Russland sehr geläufigen Knastjargon, die Феня (Fenja), welchen er lediglich aus dem Блатная музыка, einem Wörterbuch über den Knastjargon kannte. Seine Lieder fanden schnelle Beliebtheit, sowohl bei Personen mit kriminellem Hintergrund als auch bei Unbeteiligten.
Sein Schlager Wladimirski Zentral (der im Volksmund gebräuchliche Name eines Untersuchungshaftgefängnisses in Wladimir) ist in Russland fast jedermann bekannt.

## Ermordung
In der Nacht vom 30. Juni auf den 1. Juli 2002 wurde Michail Krug in seinem Haus in Twer von zwei unbekannten Tätern überfallen und mit mehreren Kugeln niedergeschossen. Er starb kurze Zeit darauf im Krankenhaus. Als Hintergrund der Straftat wird Raub vermutet, bei welchem sich der Sänger zur Wehr gesetzt haben soll. Die Leiche des mutmaßlichen Täters Dmitri Wesselow wurde im Jahr 2012, 10 Jahre nach dessen Ermordung, gefunden. Ein ehemaliges Bandenmitglied bestätigte in einem Interview mit der Komsomolskaja Prawda im Jahr 2014, dass es sich bei Wesselow um den Mörder Krugs handelte.

## Diskografie

### Alben
Die Namen der Alben sind nicht immer genau wörtlich zu übersetzen, da es sich oft um Begriffe aus der „Fenja“ handelt.
- 1989: Тверские улицы (Die Straßen von Twer)
- 1991: Катя (Katja)
- 1994: Жиган-лимон (Lebenskünstler (jung, gutaussehend, reich))
- 1996: Живая струна (Lebendige Saite (Gitarrensaite))
- 1996: Зеленый прокурор (Grüner Staatsanwalt (gemeint ist die Taiga, die das Gefängnis umgibt und eine Flucht unmöglich macht))
- 1998: Мадам (Madame)
- 1999: Роза (Rosa)
- 1999: Перекресток (Kreuzung)
- 2000: Мышка (Mäuschen)
- 2000: После третъей ходки (Nach dem dritten Gang (ins Gefängnis))
- 2002: Посвящение
- 2003: Исповедь

### Kompilationen
- 1997: Лирика (Lyrik)
- 1997: Жиганские Песни (Lieder der Diebe)
- 1999: Владимирский централ (Zentralgefängnis Wladimir)
- 2001: Пацаны (Jungs)
- 2002: Я прошел Сибирь (Ich ging durch Sibirien)
- 2006: Лучшие песни (Best Of)

### Singles (Auswahl)
- 1994: Фраер
- 1994: Кольщик
- 1994: Жиган-Лимон
- 1995: девочка пай
- 1996: Пусти Меня, Мама
- 1996: Водочку пьем
- 1998: Владимирский Централ
- 1998: Здравствуйте!
- 1998: Мадам
- 1998: Письмо Маме
- 1999: Честный Вор
- 1999: Чай С Баранками
- 2002: Приходите В Мой Дом (mit Vika Tsiganova)
- 2002: Купола (mit Mikhail Gulko)
- 2003: Исповедь
- 2004: Магадан
- 2011: Тебе, моя последняя любовь (mit Irina Krug)
- 2011: Студентка

## Auszeichnungen und Ehrungen
- Am 27. März 1998 wurde er in der Kategorie „Russische Ganovenmusik“ zum Preisträger des „Owatsija“ (russisch Овация – stürmischer Beifall) Preises ernannt.

## Veröffentlichungen mit und um Michail Krug
- Der im 1994 aufgenommene Dokumentarfilm „Bard Michail Krug“ (russisch Бард Михаил Круг – Der Liedermacher Michail Krug) wurde erst im Jahre 1999 von dem russischen Fernsehsender „Kultura“ (russisch Культура – Die Kultur) veröffentlicht.
- Im Jahr 2005 wurde der Musikfilm Wladimirskij Zentral aufgenommen, er zeigt Krug als Gefangenen in Wladimirskij Zentral, im Film werden seine größten Hits gespielt. In einigen Auszügen sind Teile von originalen Musikvideos verarbeitet, hauptsächlich wird Krug von einem Schauspieler gespielt.